# Liste der Monuments historiques in Berneuil-sur-Aisne
Die Liste der Monuments historiques in Berneuil-sur-Aisne führt die Monuments historiques in der französischen Gemeinde Berneuil-sur-Aisne auf.

## Liste der Bauwerke
| Bezeichnung          | Beschreibung | Standort | Kennzeichnung | Schutzstatus | Datum | Bild           |
| -------------------- | ------------ | -------- | ------------- | ------------ | ----- | -------------- |
| Brunnen und Calvaire |              |          | PA00114523    | Inscrit      | 1949  | weitere Bilder |
| Schloss              |              |          | PA00114521    | Inscrit      | 1949  |                |
| Kirche St-Rémy       |              | (Lage)   | PA00114522    | Classé       | 1920  | weitere Bilder |

## Liste der Objekte
- Monuments historiques (Objekte) in Berneuil-sur-Aisne in der Base Palissy des französischen Kultusministeriums